# Manesse Bibliothek der Weltgeschichte
Die Manesse Bibliothek der Weltgeschichte ist eine deutschsprachige Buchreihe des Manesse Verlags mit Werken der sogenannten Weltgeschichte. Sie erschien zwischen 1984 und 1998.

## Bandübersicht

### 1984
- Das alte Russland. Siegmund von Herberstein, 2. Auflage 1985.
- Geschichte Alexanders des Großen. Johann Gustav Droysen, 2. Auflage 1986.

### 1985
- Aus Mehemed Alis Reich. Hermann von Pückler-Muskau, 2. Auflage 1988 / 3. Auflage 1994.
- Der Krieg gegen Frankreich 1870–1871. Theodor Fontane, 2. Auflage 1988.
- Mein lieber Marquis! Friedrich der Große, sein Briefwechsel mit Jean-Baptiste d'Argens während des Siebenjährigen Krieges. Hans Schumann (Hrsg.), 2. Auflage 1986.
- Geschichte des Dreißigjährigen Kriegs. Friedrich Schiller.
- Geschichte der Mongolen und ihres Fürstenhauses. Saġang Sečen.
- Das ABC des Kommunismus. Nikolaj Ivanovič Bucharin, Jewgeni Alexejewitsch Preobraschenski.

### 1986
- Betrachtungen über die Französischen Revolution. Edmund Burke.
- Geschichte von Florenz. Niccolò Machiavelli, 2. Auflage 1987 / 3. Auflage 1993.
- Das Gleichgewicht der Grossmächte. Metternich, Castlereagh und die Neuordnung Europas 1812–1822. Henry Kissinger, 2. Auflage 1990.
- Kaiser Lothars Krone. Leben und Herrschaft Lothars von Supplinburg. Reinhold Schneider.
- Das Leben der Azteken. Mexiko am Vorabend der spanischen Eroberung Jacques Soustelle, 2. Auflage 1987 / 3. Auflage 1993.
- Simon Bolivar. Der Befreier Spanisch-Amerikas. Salvador de Madariaga.

### 1987
- Das Buch der Staatskunst. Siyasatnama. Abū-ʿAlī al-Ḥasan Ibn-ʿAlī Niẓām-al-Mulk.
- Das Leben der Inka. Die Andenregion am Vorabend der spanischen Eroberung. Louis Baudin, 2. Auflage 1993.
- Deutsche Geschichte, Bd. 1: Römisches Reich Deutscher Nation. Ricarda Huch, 2. Auflage 1989 / 3. Auflage 1996.
- Deutsche Geschichte, Bd. 2: Das Zeitalter der Glaubensspaltung. Ricarda Huch, 2. Auflage 1992 / 3. Auflage 1996.
- Geschichte von Brasilien. Heinrich Handelmann.
- Über die Demokratie in Amerika. Alexis de Tocqueville.

### 1988
- Die Erinnerungen des ersten Grossmoguls von Indien: Das Babur-nama. Zahiruddin Muhammad Babur, 2. Auflage 1990.
- Die Französische Revolution 1789 bis 1799. Otto Flake, 2. Auflage 1989.
- Lebenserinnerungen. Carl Schurz.
- Deutsche Geschichte, Bd. 3: Untergang des Römischen Reiches Deutscher Nation. Ricarda Huch, 2. Auflage 1992 / 3. Auflage 1996.

### 1989
- Betrachtungen über den Staat Virginia. Thomas Jefferson.
- Das merkwürdigste Jahr meines Lebens. Als Verbannter in Sibirien. August von Kotzebue.

### 1990
- ABC der japanischen Kultur. Ein historisches Wörterbuch (Things Japanese). Basil Hall Chamberlain, 2. Auflage 1991.
- Napoleon. Das Leben und die Legende. Jacques Presser.
- Von christlicher Freiheit. Schriften zur Reformation. Martin Luther.
- Marlborough. Winston Churchill.

### 1991
- Monsieur – Madame. Der Briefwechsel zwischen der Zarin und dem Philosophen. Hans Schumann (Hrsg.).
- Russlands Drang nach Westen. Der Krimkrieg und die europäische Geheimdiplomatie im 19. Jahrhundert. Karl Marx, Friedrich Engels.

### 1992
- Reisebeschreibung nach Arabien und andern umliegenden Ländern. Carsten Niebuhr, 2. Auflage 1993.

### 1993
- Geschichte meines Lebens. Vom schottischen Webersohn zum amerikanischen Industriellen. 1835–1919. Andrew Carnegie.

### 1994
- Die deutsche Opposition gegen Hitler. Eine Würdigung. Hans Rothfels.

### 1996
- Geschichte der Margaretha von Valois, Gemahlin Heinrichs IV. : von ihr selbst beschrieben. Margarete, Frankreich, Königin.
- Gleichgewicht oder Hegemonie. Betrachtungen über ein Grundproblem der neueren Staatengeschichte. Ludwig Dehio.

### 1997
- Bilder des Ewigen. Ein kulturgeschichtliches Lesebuch. Jacob Burckhardt.
- Hernán Cortés. Der Eroberer Mexikos. Salvador de Madariaga.
- Kreuzzug gegen die Albigenser. Die „Historia Albigensis“ (1212–1218). Petrus, de Valle Sernaio.

### 1998
- Aus seinen Schriften, Briefen und Reden. Otto von Bismarck.
- Die Glorreiche Revolution. Geschichte Englands 1688/89. Thomas Babington Macaulay.